# Elisabet Carlsdotter (Gyllenhielm)
Elisabet Carlsdotter född 1622, död 1682, var en svensk hovdam, dotter till prins Karl Filip i dennes hemliga äktenskap med Elisabet Ribbing. Under samtiden användes namnet Gyllenhielm om henne, men själv kallade hon sig Elisabeth Carlsdotter.

## Biografi
Elisabet Carlsdotter föddes efter faderns död. Hon blev omhändertagen av sin farmor, änkedrottning Kristina av Holstein-Gottorp. Elisabet Carlsdotter gifte sig den 13 november 1645 med Axel Turesson (Natt och Dag), landshövding i Stockholms län. Under sitt första äktenskap fick hon en son, Karl Axelsson Natt och Dag (1647–1664), student vid Uppsala universitet, senare friherre till Ijo i Österbotten; han dog ung och barnlös. Maken avled samma år som sonen föddes, och Elisabet gifte om sig 1660 med Balthasar Marschalck, som var hovmarskalk på Drottningholms slott.
Elisabet var hovdam åt änkedrottning Maria Eleonora, kammarjungfru (kammarfröken) hos drottning Kristina, och åren 1654–1660 överhovmästarinna åt drottning Hedvig Eleonora.
Elisabet Carlsdotter Gyllenhielm är begraven med båda makarna samt sonen i Strängnäs domkyrka.